# Пенаты

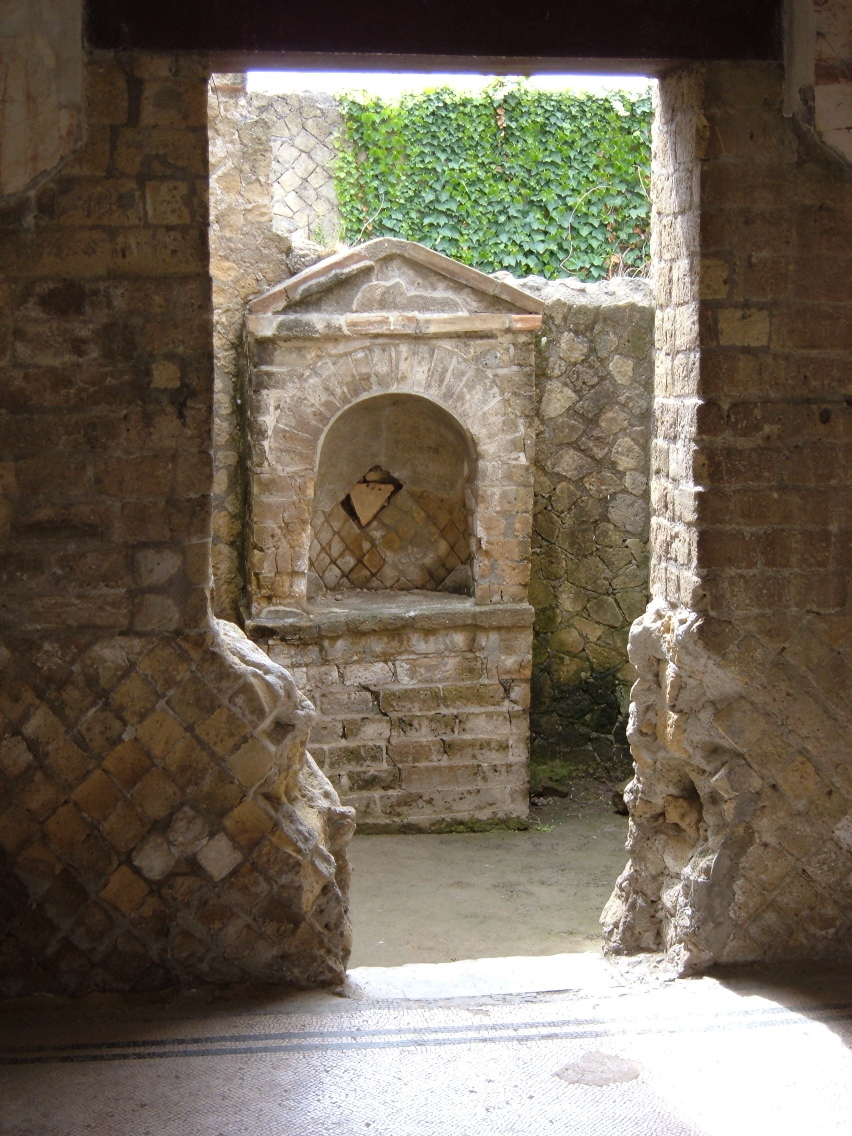
Домашний алтарь в руинах Геркуланумa. Вероятно, служил для подношений пенатам и ларам

Пена́ты (от лат. Di Penates, Penates) в древнеримской мифологии — боги-хранители и покровители домашнего очага (dii familiares), а затем и всего римского народа (Penates Publici Populi Romani).
Почитание пенатов происходит от кровно-родственной общины, с появлением соседской общины складывается общественный аналог — культ ларов. В римский период каждая семья имела обычно двух пенатов, изображения которых, изготовленные из дерева, глины или камня, хранились в закрытом шкафчике возле очага, где собирались все члены семьи.
Государственным культом пенатов, как представителей общественного благополучия, ведал верховный жрец, приносивший им жертвы в храме Весты. Оба культа были взаимосвязаны; не только у латинов, но вообще у всех италиков каждый город имел свою Весту и своих пенатов. В Элее находился храм пенатов, по легенде, привезённых Энеем из Трои; его украшали статуи двух юношей с копьями.
Считается, что слово penates происходит от penus («кладовая»), где хранились съестные припасы. Цицерон писал, что оно «произведено либо от penus — ведь так называют всё, чем питаются люди, либо от того, что они обитают внутри (penitus), и по этой причине поэты называют их также Penetrales („проникающие“)». Фест указывал, что слово penus обозначает «скрытое место в храме Весты, окружённое занавесями». Различные мнения римских авторов о пенатах приводятся в труде «Против язычников» Арнобия и в «Сатурналиях» Макробия. Некоторые из них предполагали, что «пенаты являются теми богами, благодаря которым мы можем дышать, благодаря которым мы имеем тело, благодаря которым мы обладаем разумной душой».
В метафоричном значении «вернуться домой, к домашнему очагу, родному дому» используется выражение «вернуться к своим пенатам».
Существует мнение об ошибочности употребления предлога «в» в выражении «вернуться в родные пенаты», поскольку в языке заимствования слово penates означает «бога, истукана, идола». Также существует мнение о допустимости употребления предлога «в» в выражении «вернуться в пенаты», поскольку его значение употребляется в форме метафоры, наследуя склонения. Кроме того, значение «вернуться в пенаты» более аутентично этимологическому значению penates от penus («кладовая»).